# Acisanthera
Acisanthera é um género botânico pertencente à família Melastomataceae.

## Sinonímia
- Anisocentrum, Noterophila, Uranthera

## Principais espécies
- Acisanthera acisanthera
- Acisanthera adscendens
- Acisanthera alata
- Acisanthera alsinaefolia
- Acisanthera bartlettii
- Acisanthera beccabunga
- Acisanthera bivalvis
- Acisanthera boissieriana
- Acisanthera boliviensis